# 托克托古尔·萨特尔甘诺夫
托克托古尔·萨特尔甘诺夫（俄语：Токтогул Сатылганов，羅馬化：Toktogul Satylganov，1864年11月7日（格里历：10月25日）—1933年2月17日）。吉尔吉斯族，苏联诗人，玛纳斯表演艺术家，火不思艺人。

## 生平
1864年10月25日（格里历：11月7日）出生于沙俄浩罕汗国Kushchusu村的一个穷人家庭。小时候几乎没有受过教育，12岁时成为当地巴依老爷家长工。13岁时开始学习火不思，并接触音乐。他创作的第一首歌曲是《因为贫穷》，讲述了他少年时期的悲惨生活，批判了封建贵族的统治。在随后的几年中，他的歌曲和诗歌越来越有名。
1898年，萨特尔甘诺夫参加了反抗沙俄统治的安集延起义。起义失败后在1898年8月被沙俄政府判处死刑，后被赦免，改判7年有期徒刑并流放西伯利亚。流放期间与俄罗斯的社会主义者接触，逐渐接受了社会主义思想。在朋友帮助下，于1905年从西伯利亚逃脱，回到吉尔吉斯，受到当地群众欢迎。在流放期间创作了很多诗歌和歌曲。
十月革命期间，萨特尔甘诺夫积极拥护红色政权，创作了许多歌颂列宁以及革命的诗歌。1928年，吉尔吉斯自治社会主义苏维埃共和国教育人民委员会邀请托克托古尔去伏龙芝录制18部火不思作品。
1933年2月17日于故乡去世，享年68岁。

## 纪念
- 1959年，吉尔吉斯政府拍摄了萨特尔甘诺夫的传记电影。
- 1965年起，吉尔吉斯苏维埃社会主义共和国国家奖以萨特尔甘诺夫命名。
- 萨特尔甘诺夫的故乡更名为托克托古尔。
- 1975年吉尔吉斯贾拉拉巴德州落成的水电站以托克托古尔命名。
- 他的肖像出现在吉尔吉斯斯坦第2-4版100索姆纸币上。